# Liste der Biografien/Elw
Liste der Biografien |
Portal Biografien |
Personensuche
# |
A |
B |
C |
D |
E |
F |
G |
H |
I |
J |
K |
L |
M |
N |
O |
P |
Q |
R |
S |
T |
U |
V |
W |
X |
Y |
Z |
?
 
Ea |
Eb |
Ec |
Ed |
Ee |
Ef |
Eg |
Eh |
Ei |
Ej |
Ek |
El |
Em |
En |
Eo |
Ep |
Eq |
Er |
Es |
Et |
Eu |
Ev |
Ew |
Ex |
Ey |
Ez
 
Ela |
Elb |
Elc |
Eld |
Ele |
Elf |
Elg |
Elh |
Eli |
Elj |
Elk |
Ell |
Elm |
Eln |
Elo |
Elp |
Elr |
Els |
Elt |
Elu |
Elv |
Elw |
Ely |
Elz
Die Liste der Biografien führt alle Personen auf, die in der deutschsprachigen Wikipedia einen Artikel haben. Dieses ist eine Teilliste mit 47 Einträgen von Personen, deren Namen mit den Buchstaben „Elw“ beginnt.

## Elw

### Elwa
- Elwais, Elgin (* 1985), palauischer Ringer
- Elwalid, Rihab (* 1998), tunesische Bogenschützin
- Elwan, Omaia (* 1932), ägyptischer Jurist und Hochschullehrer
- Elwanger, Julius (1807–1878), preußischer Spitzenbeamter, Oberbürgermeister von Breslau
- Elwardt, Ina-Lena (* 1981), deutsche Handballspielerin
- Elwardt, Klaus (* 1955), deutscher Handballspieler
- Elwart, Antoine (1808–1877), französischer Komponist, Musikpädagoge und -wissenschaftler
- Elwary, Omar (1903–1972), palästinensischer Jurist und Politiker
- Elwassimy, Mona (* 1990), deutsche Volleyballspielerin
- Elway, John (* 1960), US-amerikanischer American-Football-Spieler und -FunktionärJohn Elway (* 1960)

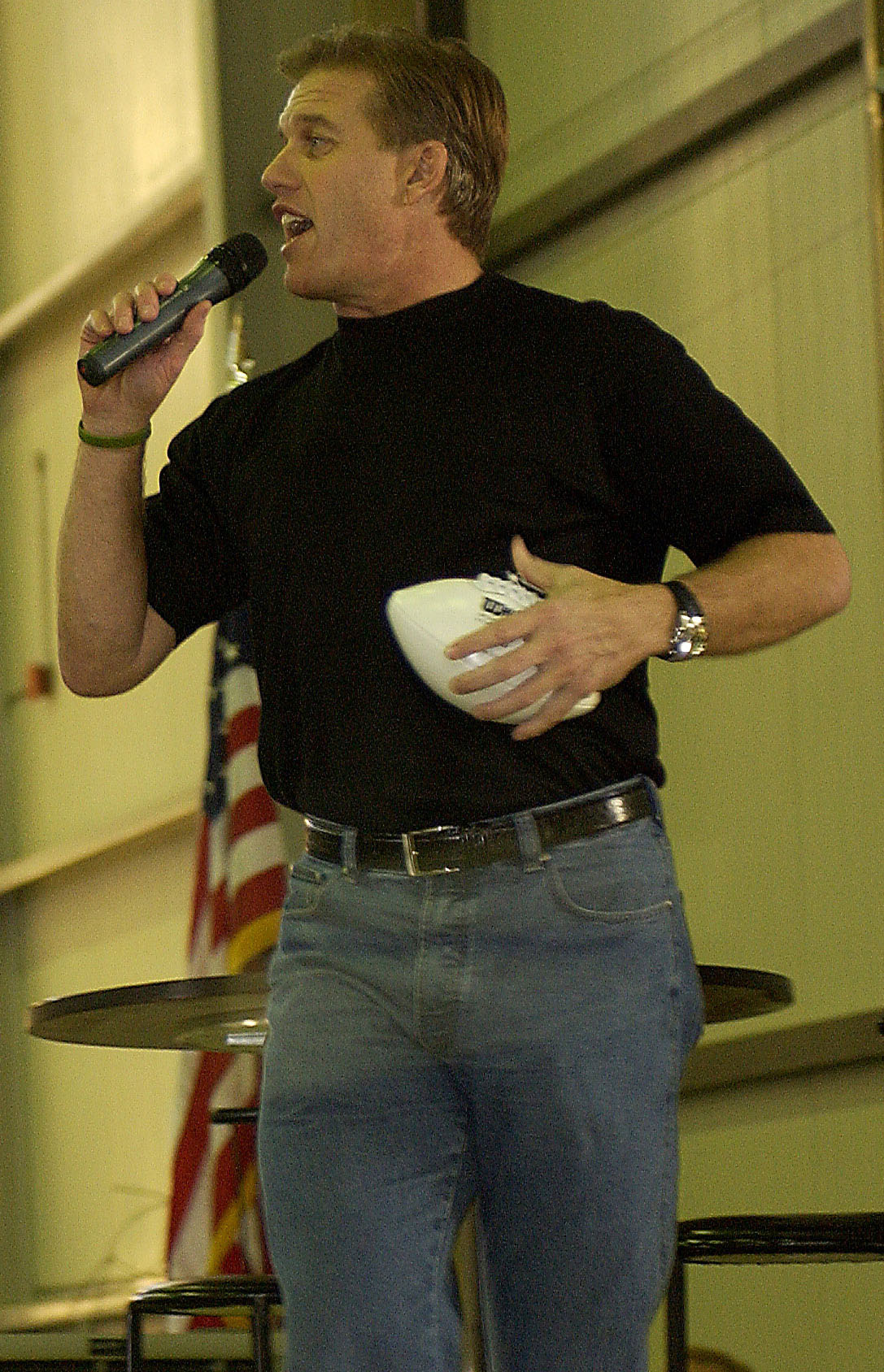
John Elway (* 1960)

### Elwe
- Elwell, Clarence Edward (1904–1973), US-amerikanischer Geistlicher und römisch-katholischer Bischof von Columbus
- Elwell, Eben L. (1921–2009), US-amerikanischer Politiker
- Elwell, Herbert (1898–1974), US-amerikanischer Komponist und Musikpädagoge
- Elwenspoek, Curt (1884–1959), deutscher Regisseur, Schauspieler, Hörspielsprecher und Schriftsteller
- Elwenspoek, Hans (1910–1989), deutscher Schauspieler
- Elwenspoek, Michael Curt (1948–2021), deutscher Physiker
- Elwenspoek, Monika (1941–2001), deutsche Übersetzerin
- Elwenspoek, Wilm Wolfgang (* 1911), deutscher Übersetzer
- Elwert, Anselm Karl (1761–1825), hessischer Landrat und Schriftsteller
- Elwert, Dirk (* 1960), deutscher Dramaturg, Produzent und Moderator
- Elwert, Eduard (1805–1865), deutscher Theologe, Pfarrer und Ephorus
- Elwert, Ernst (1729–1791), Amtmann zu Dornberg
- Elwert, Ernst (1788–1863), Landtagsabgeordneter Großherzogtum Hessen
- Elwert, Georg (1947–2005), deutscher Ethnosoziologe
- Elwert, Gerhard (1912–1998), deutscher Astrophysiker
- Elwert, Hans-Marcus (* 1962), deutscher Großmeister im Fernschach
- Elwert, Immanuel Gottlieb (1759–1811), Cannstatter Arzt und Freund Friedrich Schillers
- Elwert, Ludwig Philipp (1826–1900), württembergischer Oberamtmann
- Elwert, Noa Gottfried (1807–1873), deutscher Buchhändler und Verleger
- Elwert, Ulrich (1940–2022), deutscher Architekt und Hochschullehrer
- Elwert, Wilhelm (1793–1867), deutscher Arzt, Medizinalrat und Hofmedicus
- Elwert, Wilhelm Theodor (1906–1997), deutscher Romanist, Literaturwissenschaftler und Sprachwissenschaftler
- Elwes, Cary (* 1962), britischer SchauspielerCary Elwes (* 1962)

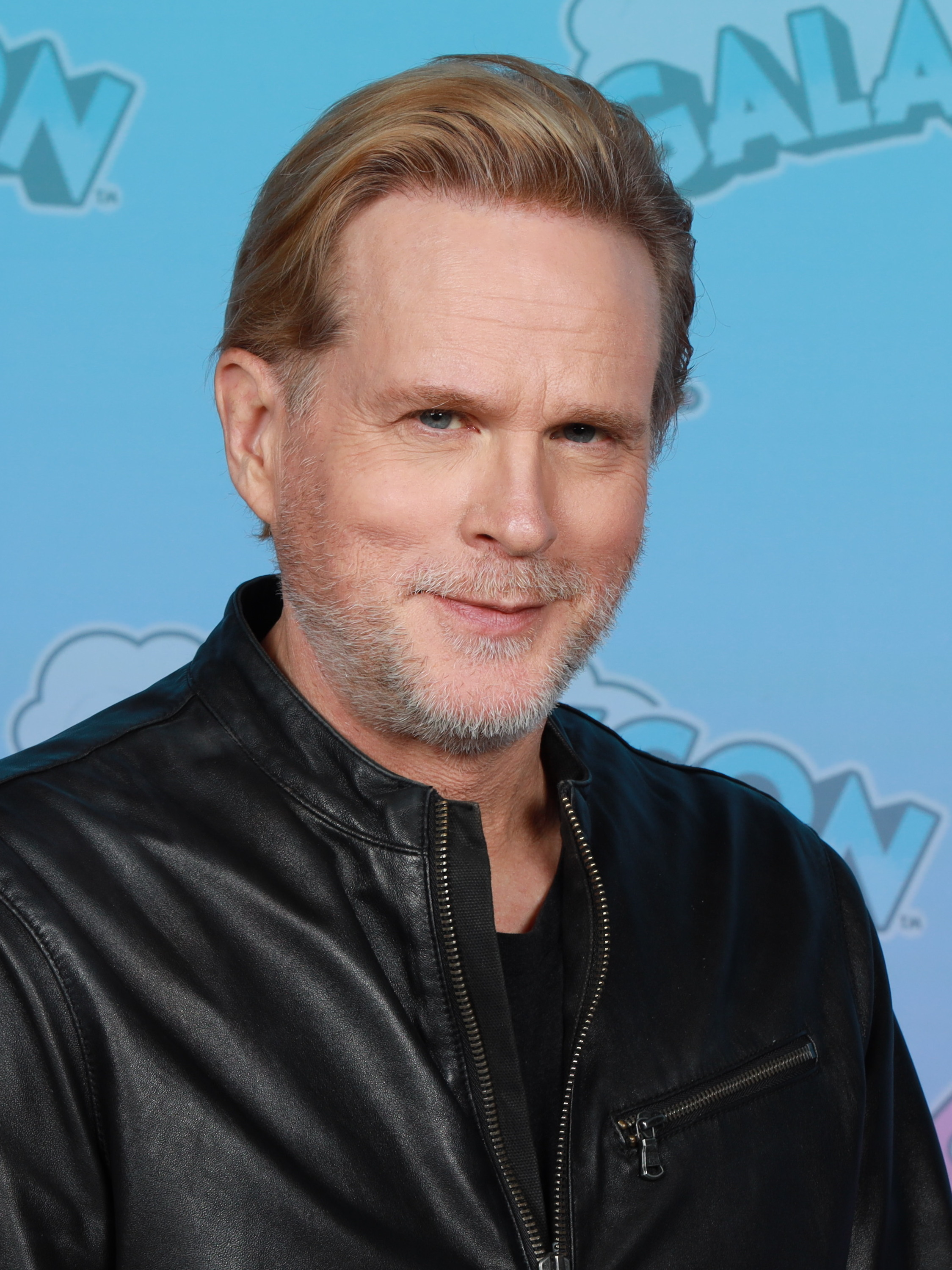
Cary Elwes (* 1962)

- Elwes, Charles (* 1997), britischer Ruderer
- Elwes, Gervase (1866–1921), englischer Opernsänger (Tenor)
- Elwes, Henry John (1846–1922), britischer Botaniker, Naturforscher und Entomologe
- Elwes, Jim (1909–1988), britischer Autorennfahrer

### Elwi
- Elwin, Emma († 1900), deutsche Genre-, Porträt- und Stilllebenmalerin der Düsseldorfer Schule
- Elwing, Sebastian (* 1980), deutscher Eishockeyspieler

### Elwo
- Elwon, Thomas (1794–1835), Marineoffizier der britisch-indischen Marine im Roten Meer und im Persischen Golf
- Elwood, Donny (* 1968), kamerunischer Chansonnier
- Elwood, Roger (1943–2007), US-amerikanischer Science-Fiction-Autor und -Herausgeber
- Elworthy, Charles (1961–2023), neuseeländischer Wirtschafts- und Sozialwissenschaftler
- Elworthy, David (* 1940), britischer Mathematiker
- Elworthy, Samuel Charles (1911–1993), britischer Offizier der RAF
- Elworthy, Scilla (* 1943), britische Sozial- und Politikwissenschaftlerin, Gründerin der Oxford Research Group

### Elwy
- Elwy, Annes (* 1992), walisische Schauspielerin